# Stolonifera
Stolonifera es un suborden de corales marinos que pertenecen al orden Alcyonacea, dentro de la clase Anthozoa. 
Enmarcados comúnmente entre los corales blandos, ya que carecen de esqueleto, como los corales duros del orden Scleractinia, por lo que no son corales hermatípicos. La excepción es la especie Tubipora musica, que construye un esqueleto de calcio en forma de tubo vertical, que está conectado por la base a los otros esqueletos de los pólipos de la colonia.
Son octocorales que comparten la característica de tener pólipos cortos individuales y retráctiles, conectados por estolones. La conexión de los estolones de los corales forma una red de pólipos, a través de una materia sólida, que usualmente es incrustante y ocasionalmente forma elementos verticales o en pliegues.
La mayoría de especies incluidas en este suborden tienen pobremente desarrollado el mesenterio y, por tanto, no están adaptadas a capturar presas. Su alimentación es fotosintética, gracias a las zooxantelas simbiontes de sus tejidos, y mediante absorción de materia orgánica disuelta en el agua.

## Familias
El Registro Mundial de Especies Marinas reconoce las siguientes familias en Stolonifera:
- Acrossotidae Bourne, 1914
- Arulidae McFadden & van Ofwegen, 2012
- Clavulariidae Hickson, 1894
- Coelogorgiidae Bourne, 1900
- Cornulariidae Dana, 1846
- Pseudogorgiidae Utinomi & Harada, 1973
- Tubiporidae Ehrenberg, 1828

## Galería

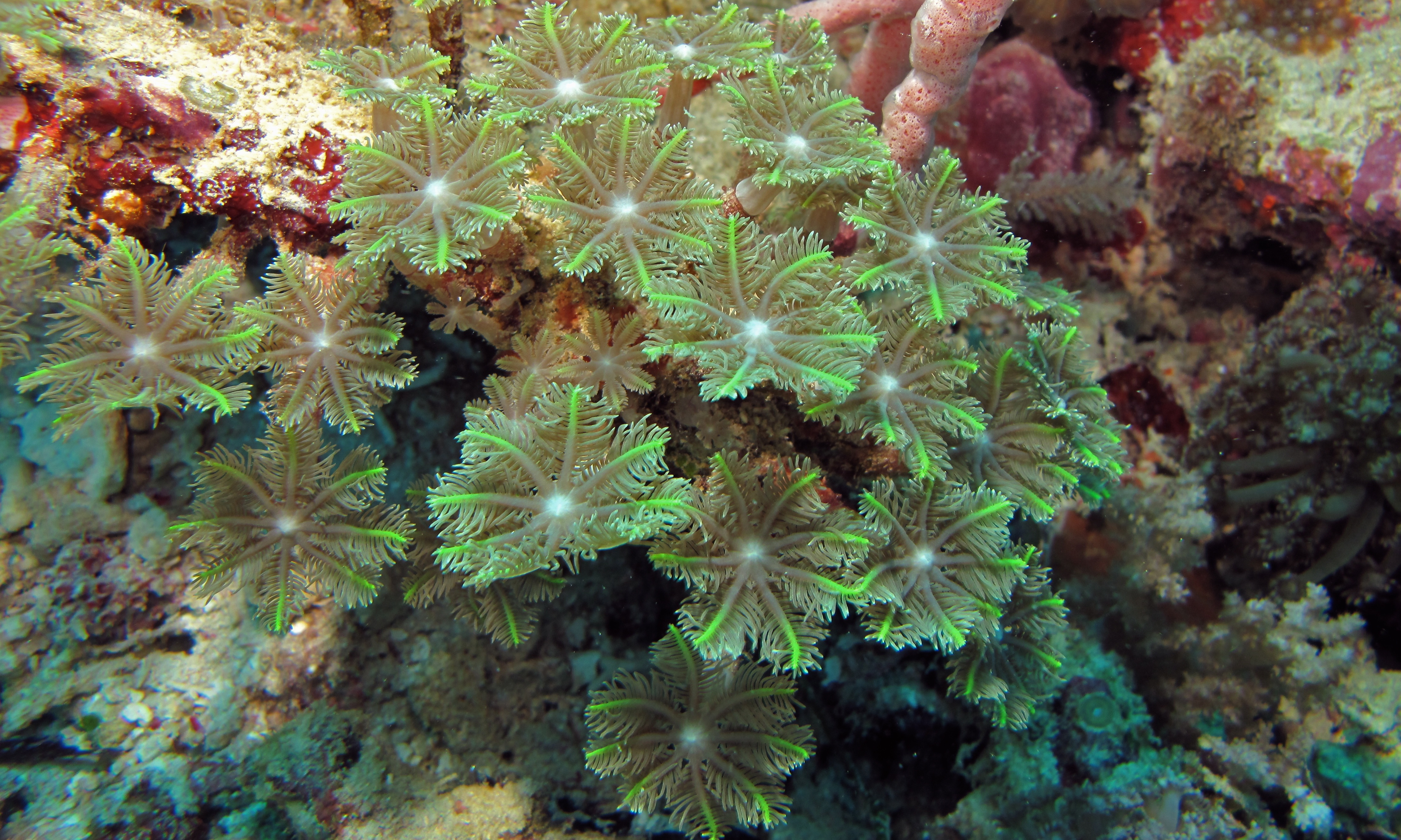
Clavularia sp
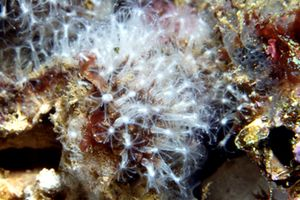
Cornularia cornucopiae
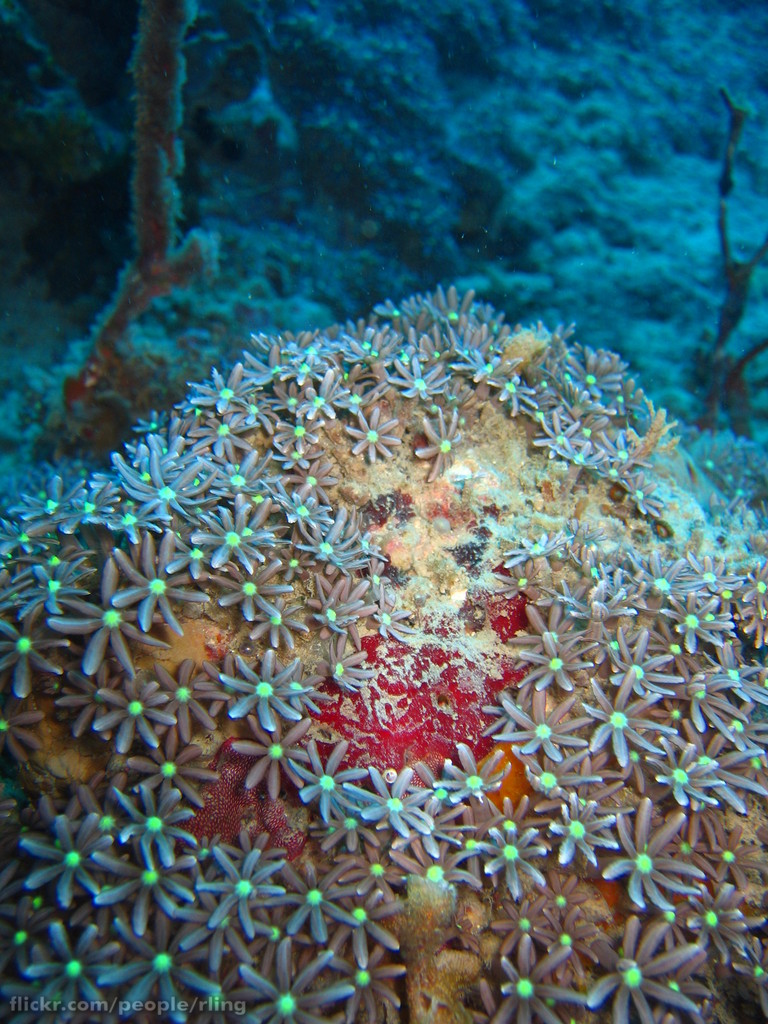
Knopia octocontacanalis
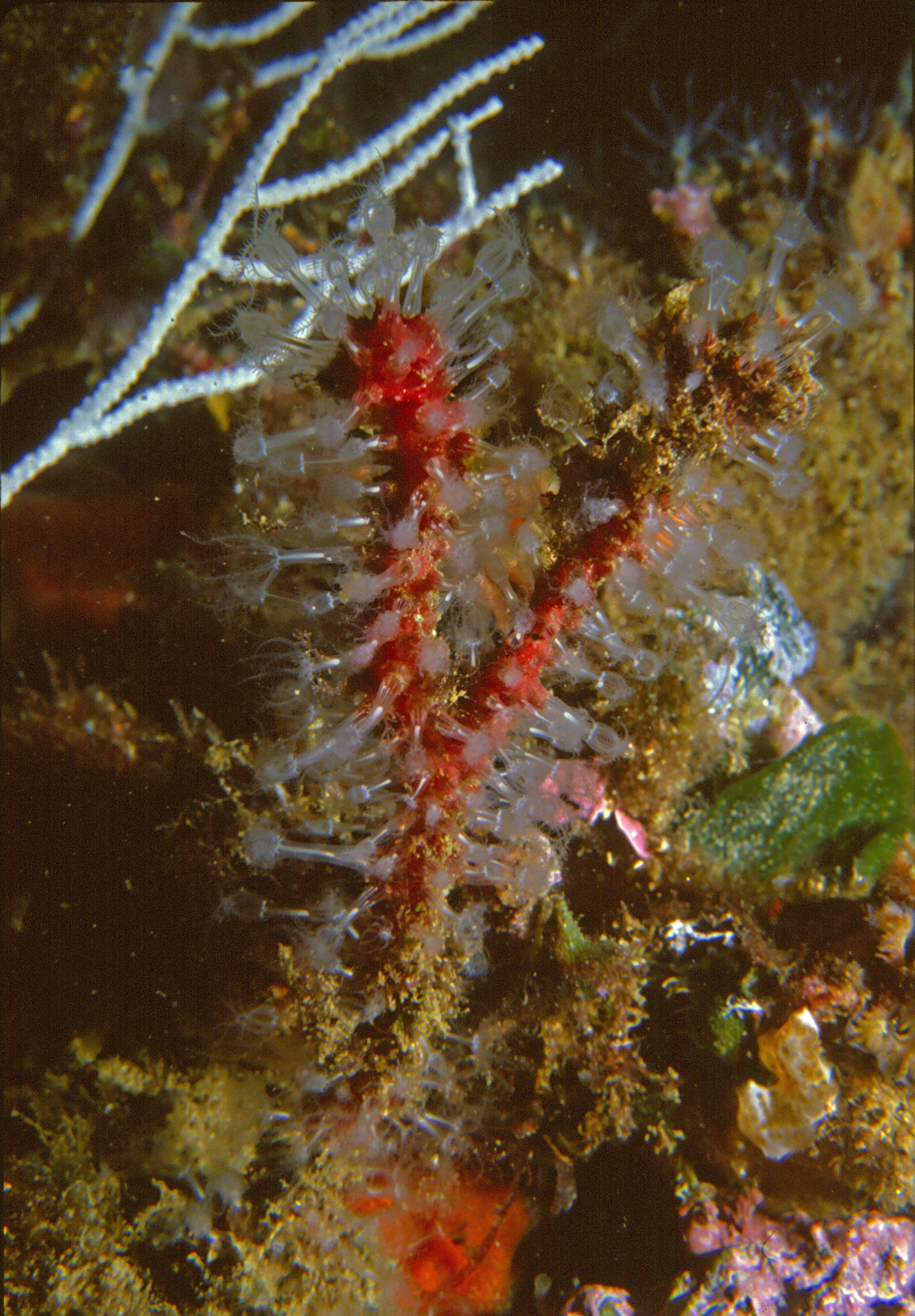
Sarcodictyon roseum
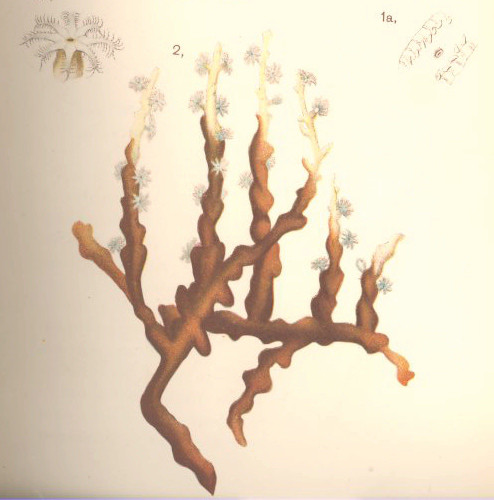
Ilustración de Telesto trichostemma de 1890
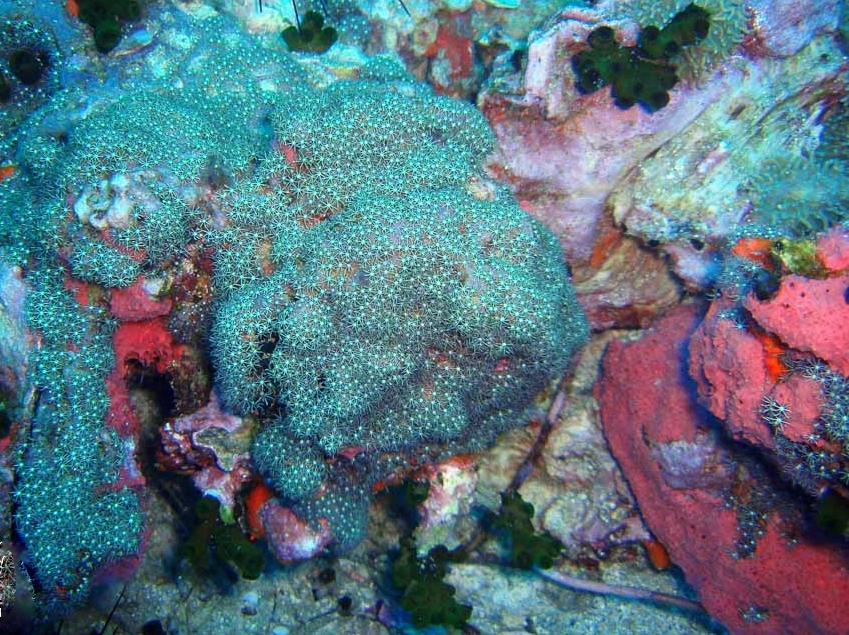
Coral órgano Tubipora musica